# Aleksandar Živković
Aleksandar "Aco" Živković (Orašje, 25. travnja 1912. – Zagreb, 22. travnja 2000.), hrvatski nogometni reprezentativac.

## Igračka karijera

### Klupska karijera
Visok, vitak, prodoran, vrhunski tehničar elegantnih pokreta i sjajan strijelac, veliki ljubimac navijača, proslavljeni igrač Građanskog i jedan od najboljih zagrebačkih i jugoslavenskih nogometaša između dva svjetska rata karijeru je započeo u zagrebačkoj Concordiji za koju je igrao do 19. godine i s njom osvojio prvenstvo države 1930. godine. Nakon toga odlazi u švicarski Grasshopper s kojim je osvojio švicarski nacionalni kup. Od 1932. do 1935. vraća se u Hrvatsku i u prvom navratu nastupa za zagrebački Građanski, u kojeg se ponovo vraća 1939., gdje 1941. i završava nogometnu karijeru. U međuvremenu je od 1935. do 1939. nastupao za francuske klubove Racing Club de Paris, CA Paris i FC Sochaux-Montbéliard.

### Reprezentativna karijera
Za jugoslavensku reprezentaciju odigrao je 15 utakmica i polučio 15 zgoditaka.
Debitirao je u državnom sastavu 2. kolovoza 1931. protiv Čehoslovačke (2:1) u Beogradu i već u prvom nastupu postigao pogodak legendarnom vrataru Františeku Plánički. Godine 1932. bio je najbolji strijelac Balkanskog kupa s 5 zgoditaka.
Aleksandar Živković jedan je od hrvatskih nogometaša pozvanih u jugoslavensku reprezentaciju za prvo svjetsko nogometno prvenstvo u Urugvaju 1930., koji je bojkotirao taj poziv u znak prosvjeda zbog preseljenja Jugoslavenskog nogometnog saveza iz Zagreba u Beograd.
Za hrvatsku reprezentaciju odigrao je samo jednu utakmicu 8. prosinca 1940. u Zagrebu protiv Mađarske (1:1).
Nastupio je i pet puta za reprezentaciju zagrebačkog nogometnog podsaveza.

## Diplomacija
Tijekom Drugog svjetskog rata radio je u diplomaciji NDH u Berlinu i Bukureštu, a nakon 1945. seli u Južnoafričku Republiku gdje je živio do 1993. godine kada se vraća u Zagreb gdje je umro 22. travnja 2000. godine.